# Schönfeld (Brandenburg)
Schönfeld település Németországban, azon belül Brandenburgban. Lakosainak száma 557 fő (2023. december 31.).

## Népesség
A település népességének változása:
| Lakosok száma | 593  | 571  | 574  | 566  | 557  |
|               | 2017 | 2019 | 2021 | 2022 | 2023 |